# Nord-Pas-de-Calais
Nord-Pas-de-Calais byl jedním z regionů Francie, nacházející se na severu státu u hranic s Belgií. Skládal se ze dvou departmentů (Nord a Pas-de-Calais), a jeho hlavní město bylo Lille. Na začátku roku 2016 byl sloučen se sousedním krajem Pikardie do nového regionu Hauts-de-France.

## Významná města
- Arras
- Boulogne-sur-Mer
- Calais
- Cambrai
- Douai
- Dunkerque
- Lens
- Liévin
- Lille
- Marcq-en-Barœul
- Maubeuge
- Roubaix
- Tourcoing
- Valenciennes
- Villeneuve-d'Ascq
- Wattrelos